# Donja Lastva

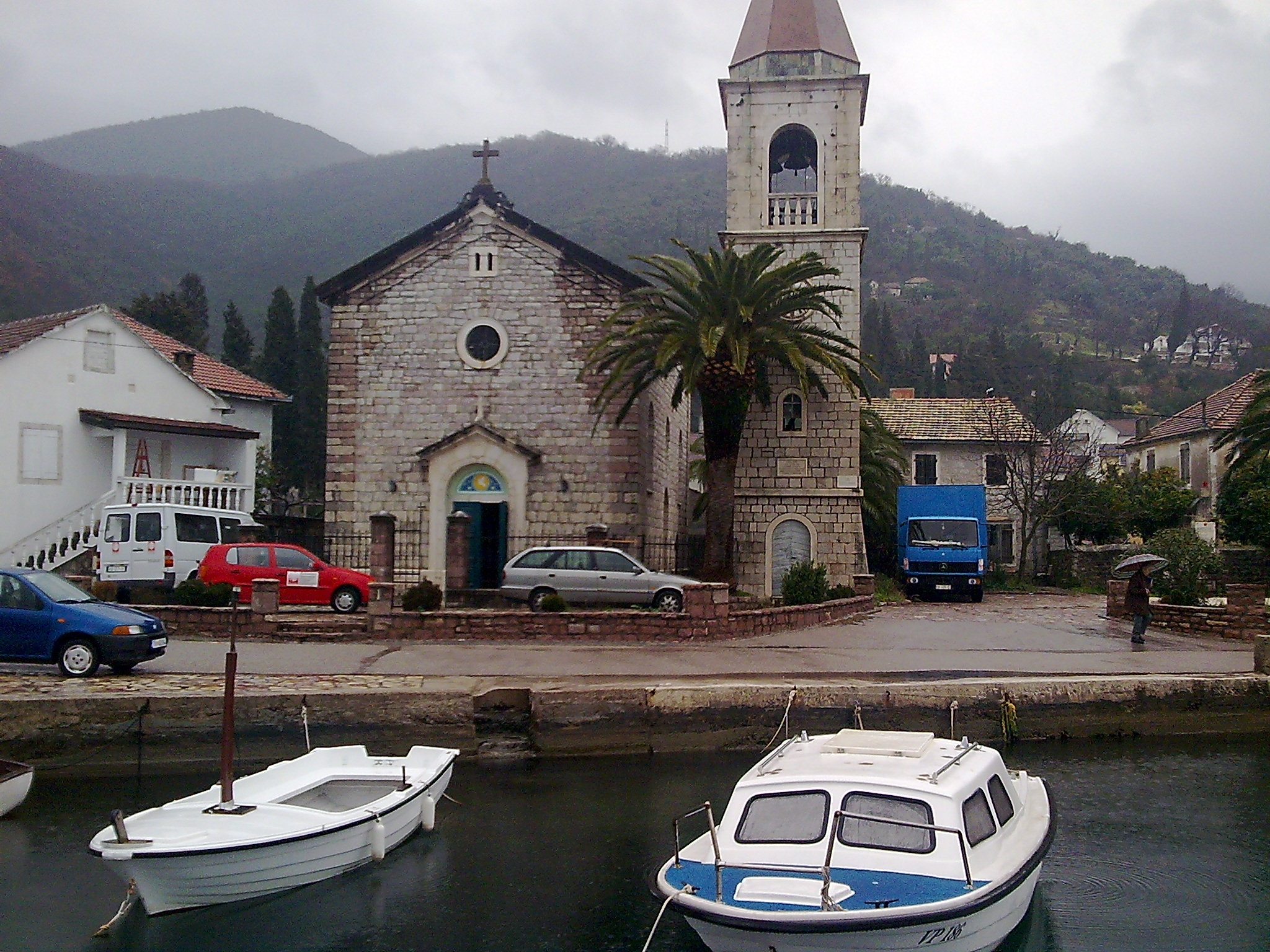
Blick auf den unteren Ortsteil Donja Lastva

Donja Lastva (kyrillisch: Доња Ластва) ist eine städtische Siedlung nördlich von Tivat in Montenegro. Nach der Volkszählung von 2003 hatte sie 733 Einwohner, von denen die Hälfte Kroaten waren.

## Demografie
| Jahr      | 1880 | 1890 | 1900 | 1910 |
| --------- | ---- | ---- | ---- | ---- |
| Einwohner | 672  | 680  | 754  | 717  |

## Geschichte
Archäologische Funde belegen, dass sich bereits die Römer auf dem Gebiet von Donja Lastva niedergelassen haben. Donja Lastva war früher Erholungsstätte der reichen Patrizierfamilien aus Kotor, die sich hier ihre Wochenendhäuser errichten ließen.

## Wirtschaft
Bis zum Bau der Jadranska Magistrala war die Bewohner Donja Lastvas hauptsächlich im Hafen von Tivat sowie von Fischerei und Schifffahrt finanziell abhängig. Erst mit dem Bau der Autostraße war die Gemeinde auch für andere Wirtschaftszweige, insbesondere den Tourismus interessant.

## Kultur und Sehenswürdigkeiten
Im unteren Teil des Ortes, Donja Lastva, befindet sich die Kirche zum heiligen Rochus. Diese ist vor allem auf Grund eines Gemäldes des griechischen Malers Elias Moskos bekannt, das den heiligen Trifun darstellt.
Im oberen Stadtteil, Gornja Lastva, befinden sich mehrere kleine Kirchen. Die Kirche Sveti Vid wurde im 14. Jahrhundert errichtet. Der Altar dieser Muttergotteskirche ist aus Marmor. Das Gemälde über dem Altar zeigt Maria. Es wurde von Angelo Trevisani gemalt.
In der Umgebung von Gornja Lastva befinden sich Reste der mittelalterlichen Siedlung Pasiglav sowie eines Friedhofes.